# خوسيه لونا
خوسيه لونا (بالإسبانية: José Luna)‏ هو سياسي بيروفي، ولد في 17 يوليو 1955 في هوانكافليكا في بيرو. حزبياً، نشط في Podemos Perú ‏ (2017 – ) وNational Solidarity (Peru) ‏ (2004 – 2016). وقد انتخب عضو مجلس الشيوخ البيروفي ‏.
1. ↑   https://infogob.jne.gob.pe/Politico/FichaPolitico/jose-leon-luna-galvez_historial-partidario_C5qCCrkRN4c=qr. اطلع عليه بتاريخ 2023-12-06. {{استشهاد ويب}}: |url= بحاجة لعنوان (مساعدة) والوسيط |title= غير موجود أو فارغ (من ويكي بيانات) (مساعدة)
2. ↑   https://otorongo.club/2021/candidate/07246887/. اطلع عليه بتاريخ 2024-02-19. {{استشهاد ويب}}: |url= بحاجة لعنوان (مساعدة) والوسيط |title= غير موجود أو فارغ (من ويكي بيانات) (مساعدة)